# Trivella

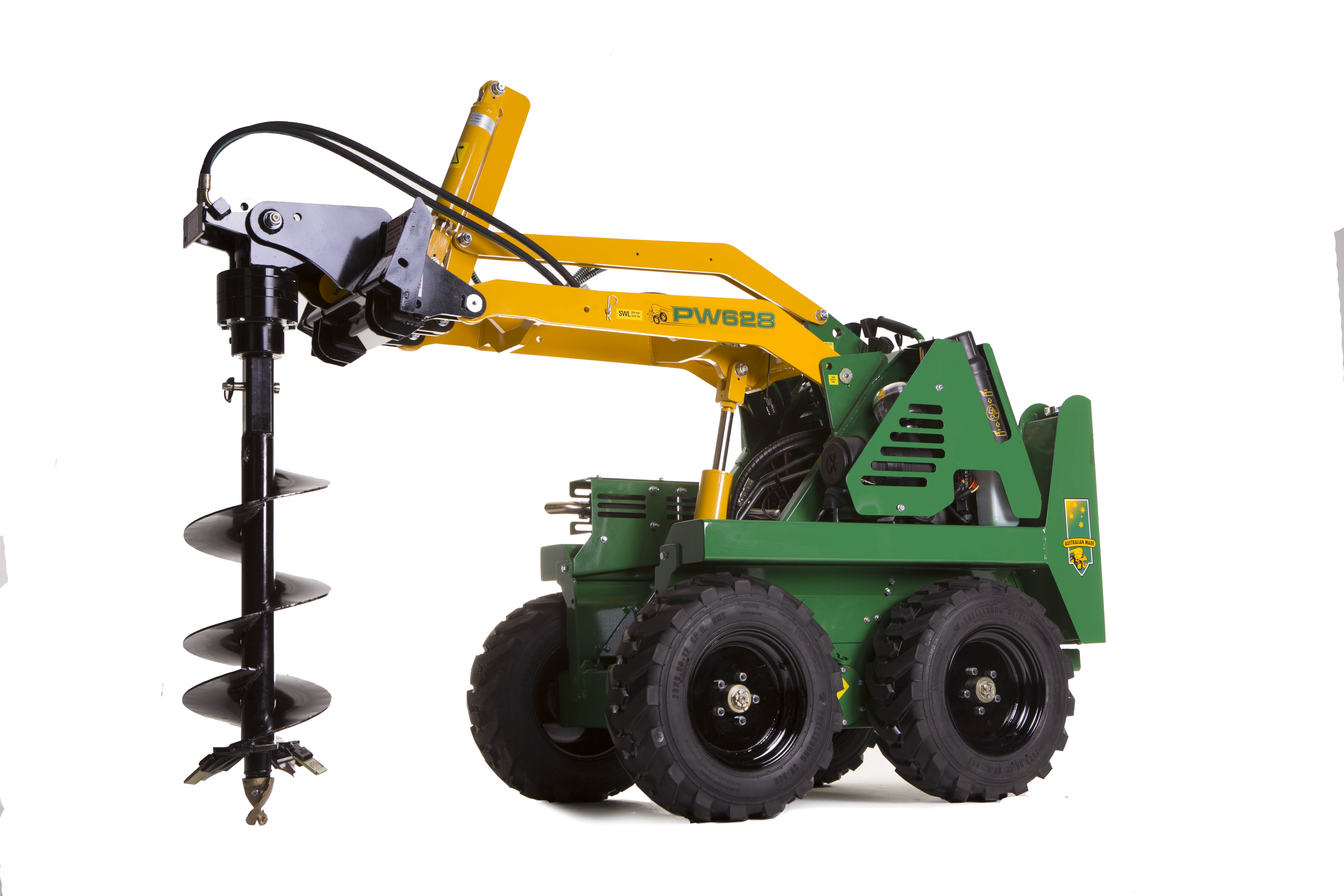
Tipica trivella montata su cingolato

La trivella è uno strumento utilizzato per perforare del materiale solido (o semi-solido) per mezzo di un elicoide che ruota sul suo asse ed in questo modo estrae il materiale creando una perforazione nel corpo in questione. La trivella è utilizzabile per perforazioni superficiali di pochi metri, tipicamente per scopi collegati ad opere di ingegneria civile o perforazione di pozzi per acqua di scarsa profondità. Altri utilizzi della trivella sono nel giardinaggio per creare fori di largo diametro per permettere la messa in dimora di piante con radici sviluppate oppure per ottenere fori di piccolo diametro, ma relativamente profondi, per piantare pali, utilizzando trivelle a mano.

## Tecniche di trivellazione del suolo

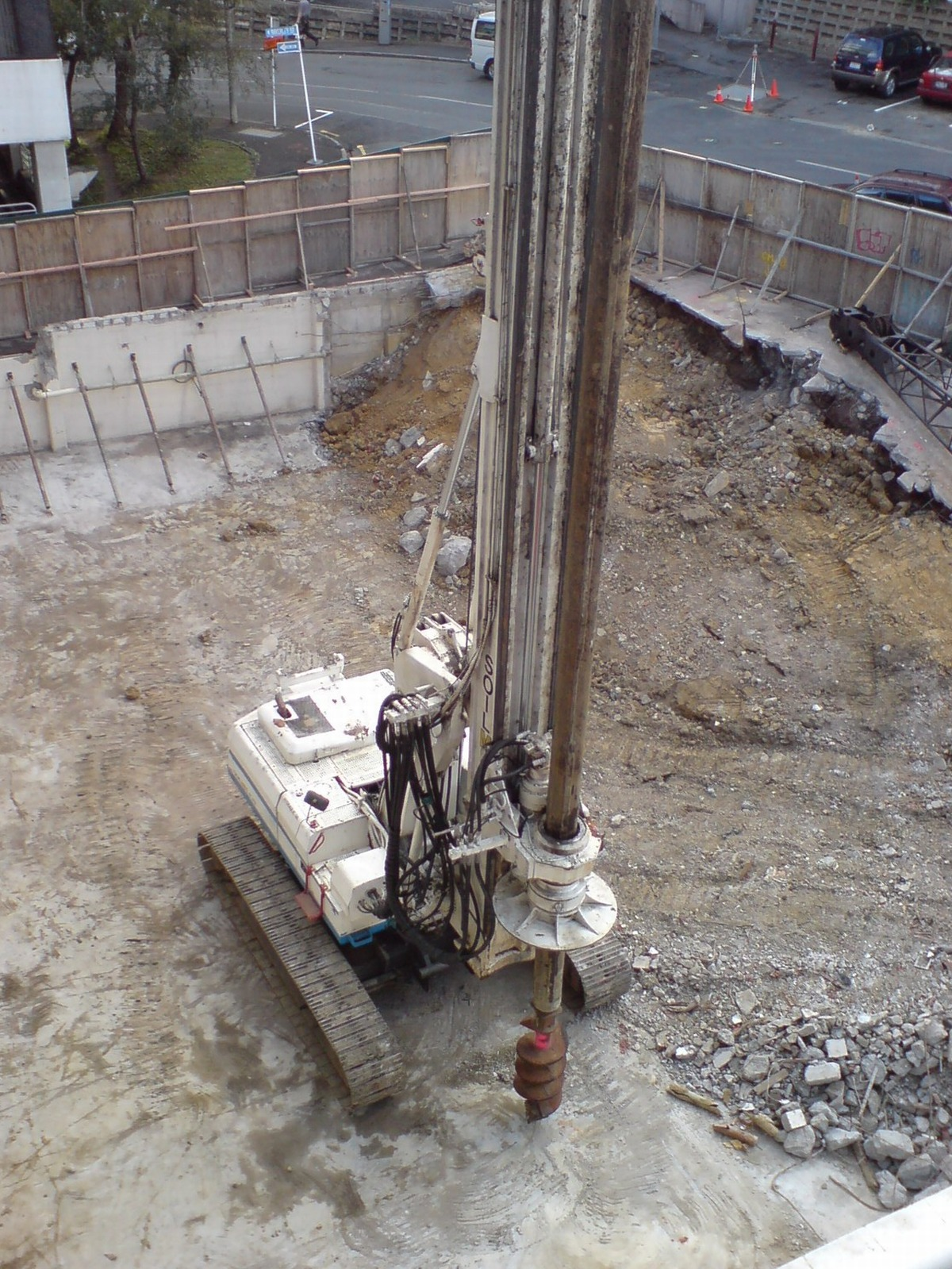
Trivella edile

La perforazione di un pozzo viene eseguita con apposite macchine dette "sonde perforatrici".
Su tali sonde (dotate di una torre su cui scorre una slitta con testa rotante) viene avvitata una testa a martello e successive aste di prolunga fino a raggiungere la profondità desiderata.

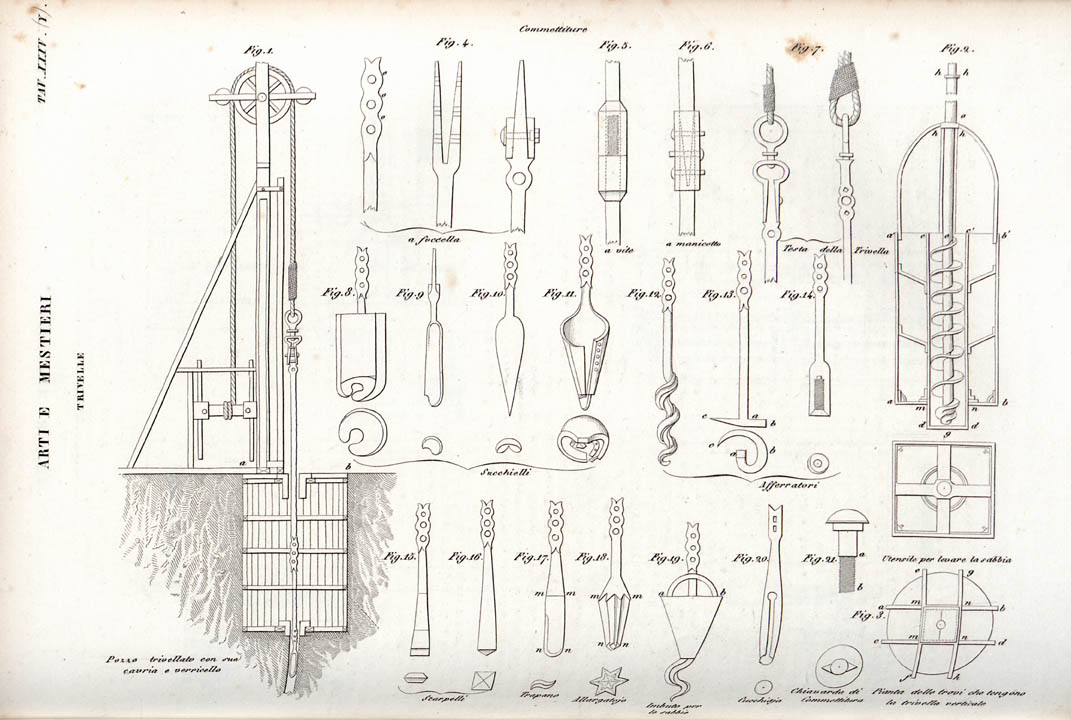
Tipi di trivelle in una tavola illustrata del 1849

I tipi di perforazione principali sono:
- Perforazione a secco: con il solo ausilio di benne o sonde, è un metodo lento. La benna viene usata per scavare solo in assenza di acqua e può essere usata solo su terreni granulari incoerenti ed in argilla tenera; la sonda invece può perforare solo in presenza di acqua e può essere usata anche in presenza di alcuni tipi di terreno duri e compatti tipo conglomerati arenarie o calcari.
- Metodo a circolazione inversa: è un metodo molto veloce che può perforare in qualsiasi tipo di terreno ed inoltre permette di perforare con grandi diametri ed a profondità sufficienti per individuare falde acquifere, il liquido di perforazione può essere fango o anche semplicemente acqua.
- Metodo a circolazione diretta: è un metodo abbastanza veloce che può perforare nella maggior parte dei terreni (però risulta difficile intervenire su terreni di ghiaia sciolta e di grossa granulometria dato che i grani tendono a cadere nel perforo stesso), ma questo tipo di perforazione richiede solo il fango (bentonite o polimeri vari) come fluido di perforazione. Con questo metodo si possono raggiungere grandi profondità ma diventa anti-economico con perfori di grande diametro.
- Perforazione ad aria compressa: applicabile solo su terreni molto compatti che non richiedano la posa della tubazione per sostenere le pareti dello scavo, necessita di compressori con grossa portata di aria ad alta pressione.

### Tipi
- Trivella manuale: è costituita da un asse caratterizzata, nella parte inferiore,  da una punta di forma elicoidale composta da lame che servono a perforare il terreno.  Essa può avere varie dimensioni. Una lama più larga consentirà di fare dei fori nel suolo di maggior diametro . Nella parte superiore dell’asse si trova un manico orizzontale , disposto in modo perpendicolare ad essa, che serve ad afferrare la trivella ed imprimere la forza necessaria per spingerla verso il terreno, farla ruotare e tenerla nel modo più saldo possibile.  Essa funziona in questo modo: si afferra il manico, la si appoggia sul terreno, con la punta rivolta verso il punto che si vuole perforare, si imprime una leggera forza , si compiono dei movimenti rotatori per fare in modo che le lame di forma elicoidale penetrino nel terreno , poi si sfila verso l’alto e si estrae la terra. Se si vuole compiere un foro più profondo si ripete la stessa procedura fino ad ottenere l altezza desiderata. La forma delle lame consente di estrarre la terra in eccesso e questa è una grande comodità , perché, al contrario, sarebbe un lavoro che andrebbe fatto successivamente con altri tipi di strumenti. Invece questo attrezzo rende tutto più comodo e veloce. Ricordiamoci che la trivella è adatta a suoli sabbiosi o caratterizzati da un terreno morbido o semi-morbido ma non è adatta a un terreno roccioso. Se durante la perforazione vi capita di trovare delle pietre non ostinatevi a continuare il lavoro ma estraete prima le pietre e poi continuate col la trivella. Se il terreno è completamente roccioso rinunciate ad utilizzare questo strumento, ma provvedete ad utilizzarne uno adatto. Questo genere di strumenti sono più che altro delle trivelle a mano per pali, in quanto sono adatte a compiere fori di piccole dimensioni per incastonare pali da recinzione o anche per piantare alberelli non troppo grandi
- Trivella a motore: sostituisce picconi e pale forando in modo risolutivo ed efficace vari tipi di terreno, grazie al potente motore e alla grossa e robusta punta elicoidale
- Trivella elettrica: esteticamente identica a quella a motore, ma invece di funzionare per mezzo di carburante, V.A. funziona tramite corrente elettrica

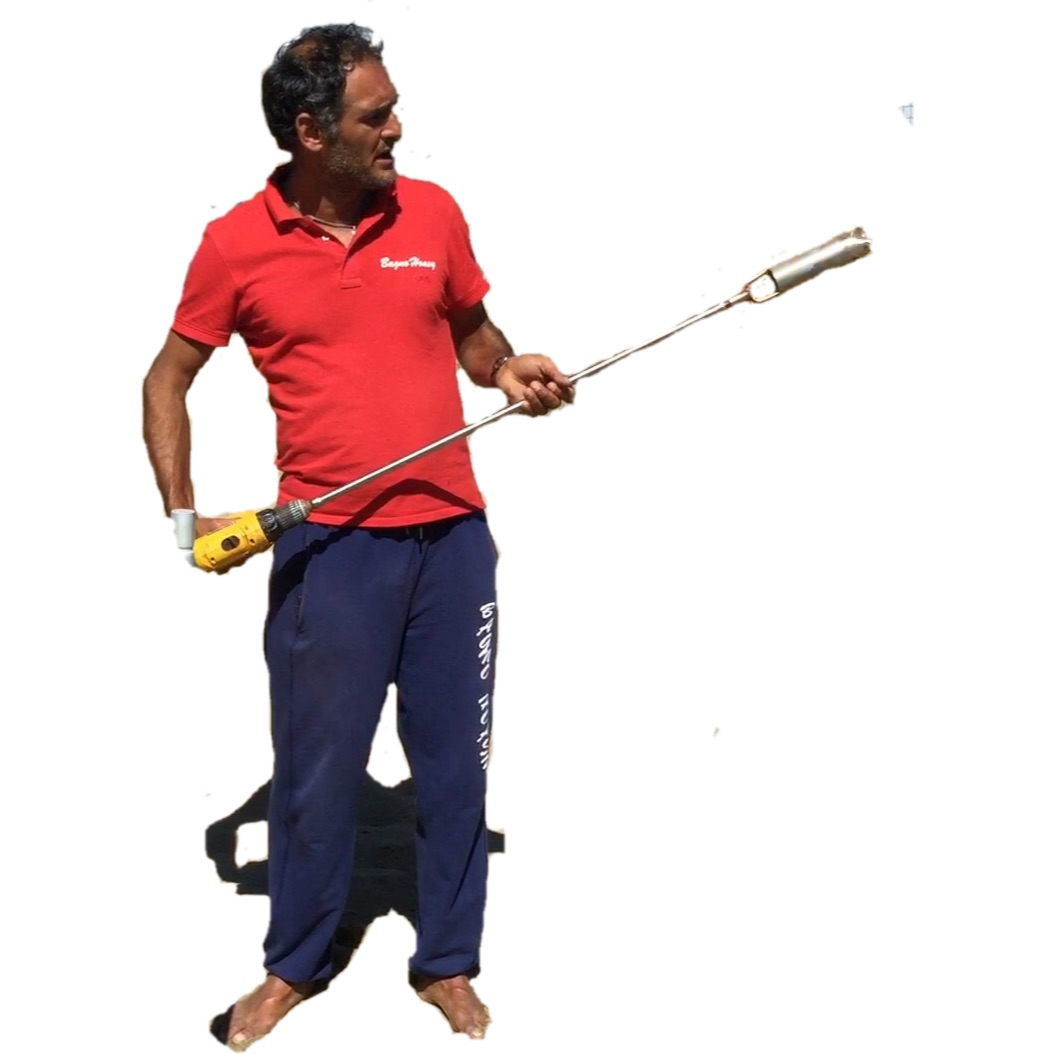
Trivella V.A.